# Cerreto d’Esi
Cerreto d’Esi – miejscowość i gmina we Włoszech, w regionie Marche, w prowincji Ankona.
Według danych na styczeń 2010 gminę zamieszkiwały 3982 osoby przy gęstości zaludnienia 239,9 os./1 km².